# Zingha macarthuri
Zingha macarthuri är en fjärilsart som beskrevs av Neidhoefer 1971. Zingha macarthuri ingår i släktet Zingha och familjen praktfjärilar. Inga underarter finns listade i Catalogue of Life.